# Lihová škola umění, aneb Válka s loky
Lihová škola umění, aneb Válka s loky je studiové album české rockové skupiny Tři sestry z roku 2003. V repertoáru skupiny dlouhodobě zůstala píseň Modlitba pro partu.

## Seznam skladeb
1. Válka s loky
2. Jé jé jé jé jé
3. Aida
4. Homosexuál
5. Radostně!
6. Mišelín
7. Potápěč
8. Kelti II.
9. Aj ta kuna
10. Bunda z koženky
11. Vláček Piko
12. Motorka chce na výlet
13. Golgota open air
14. Franta Vrána
15. Jebex
16. Vlachovka
17. Vesuv
18. Modlitba pro partu
19. Už koluje fáma

## Hudba a texty
Hudbu k písni Homosexuál složili Ben Weasel, Danny Vapid a  Jughead, český text L. F. Hagen. Na hudbě ke skladbám Potápěč a Bunda z koženky se podílel Sup I, hudbu k písni Vlachovka složil Franta Sahula a otextoval ji společně L. F. Hagenem. Ostatní hudbu a texty vytvořily Tři sestry.

## Obsazení
- Lou Fanánek Hagen – zpěv, perkuse
- Tomáš Doležal (Ing. Magor) – baskytara
- Ronald Seitl - kytara
- Zdeněk Petr - kytara
- Veronika Borovková (Supice Veronika) - harmonika
- Petr Lukeš (Bubenec, Franta Vrána) – bicí

Hosté
- František Sahula- kytara